# Richtigkeit
Richtigkeit bedeutet das Richtigsein einer Aussage. Synonym kommen Begriffe vor wie Gültigkeit, Korrektheit, Wahrheit, Fehlerlosigkeit. Die Frage nach der Richtigkeit stellt sich wohl in allen Wissensgebieten.
In der Technik, Qualitätssicherung und Statistik wird der Begriff zur Beurteilung von Messwerten und Ermittlungswerten einschließlich der zugehörigen Verfahren verwendet. Hierbei versteht man die Richtigkeit als eine Bezeichnung für das Ausmaß der Annäherung eines Erwartungswertes an einen richtigen oder wahren Wert.

## Etymologie und Bedeutung
Richtigkeit (spätmittelhochdeutsch: richticheit) ist in der Bedeutung „das Richtigsein“ im Deutschen seit dem 15. Jahrhundert belegt. Die heutige Bedeutung ist „Gemäßheit, Ordnung“. Das zugrundeliegende Adjektiv richtig ist als rihtig bereits im Althochdeutschen des 11. Jahrhunderts nachzuweisen, im Mittelhochdeutschen als rihtec, rihtic, rihtig. Ursprünglich bedeutete es „gerade, nach der Richtschnur ausgerichtet“ und nimmt auf richten Bezug, nicht unmittelbar auf recht, Im heutigen Sprachgebrauch wird richtig als das Gegenwort von falsch verwendet. Gegenwörter zum Substantiv sind Falschheit, Unrichtigkeit und Unwahrheit.

## Messtechnik

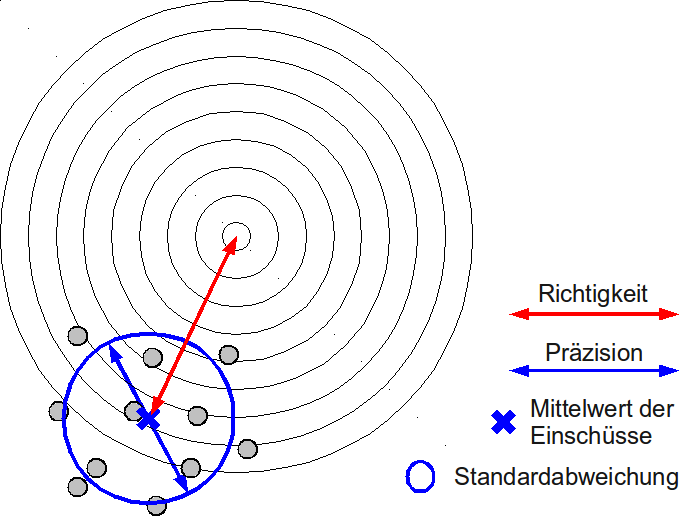
Richtigkeit und Präzision beim Schießen auf eine Zielscheibe:
Je kürzer der rote Pfeil, desto höher die Richtigkeit; je kürzer der blaue Pfeil, desto höher die Präzision

Das arithmetische Mittel aus Messwerten aus unablässig wiederholter Messung unter vorgegebenen Bedingungen strebt mit steigender Anzahl gegen den Erwartungswert. Der Begriff Richtigkeit (engl. trueness) ist eine qualitative Bezeichnung, wie nahe der Erwartungswert einem Bezugswert (wahrer oder richtiger Wert) kommt. Umgekehrt, wie fern sich diese Werte sind, besagt die systematische Abweichung. Diese Größe ist es, die für quantitative Aussagen zur Richtigkeit verwendet wird. Einer hohen Annäherung entspricht in der Messtechnik eine kleine Messabweichung. Eine allein durch ein Messgerät verursachte systematische Messgeräteabweichung kann man richten (Fachbegriff: Das Gerät justieren). In der Praxis, z. B. im gesetzlichen Messwesen, gilt ein Messgerät als richtig, wenn seine systematischen Messabweichungen innerhalb festgelegter Fehlergrenzen liegen.
Die Richtigkeit muss unterschieden werden von der Präzision (precision), die das Ausmaß der Annäherung der Einzelwerte untereinander bei Streuung bezeichnet. Eine hohe gegenseitige Annäherung der Messwerte bedeutet kleine zufällige Abweichungen.
Die Genauigkeit (accuracy) bezeichnet das Ausmaß der Annäherung der Einzelwerte an den Bezugswert. Gemäß dieser Begriffsfestlegung ist ein Ergebnis dann genau, wenn es sowohl richtig als auch präzise ist,– wenn sowohl eine kleine systematische Messabweichung als auch eine kleine Standardabweichung (oder anderes Maß für Streuung) vorliegt.
Richtigkeit und Präzision am Beispiel mehrerer Schüsse aus verschiedenen Gewehren

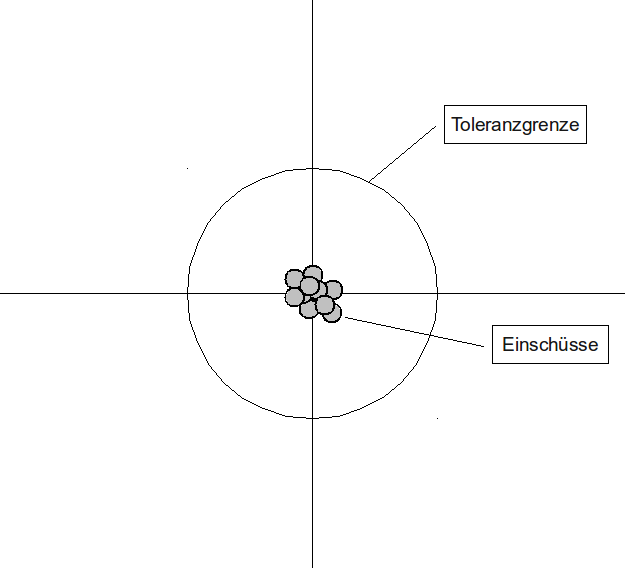
Richtigkeit und Präzision gut (gute Genauigkeit)
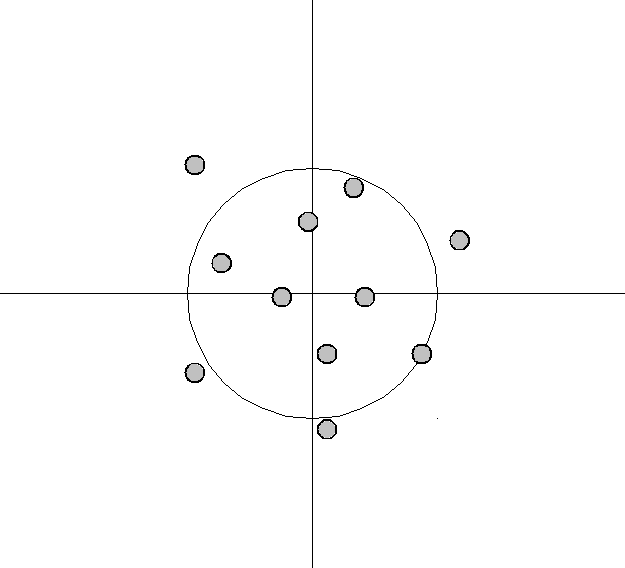
Richtigkeit gut, aber schlechte Präzision (schlechte Genauigkeit)
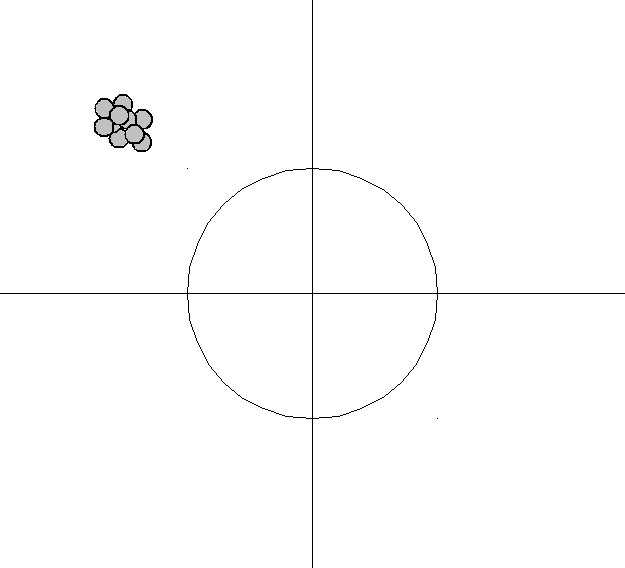
Präzision gut, aber schlechte Richtigkeit (schlechte Genauigkeit)
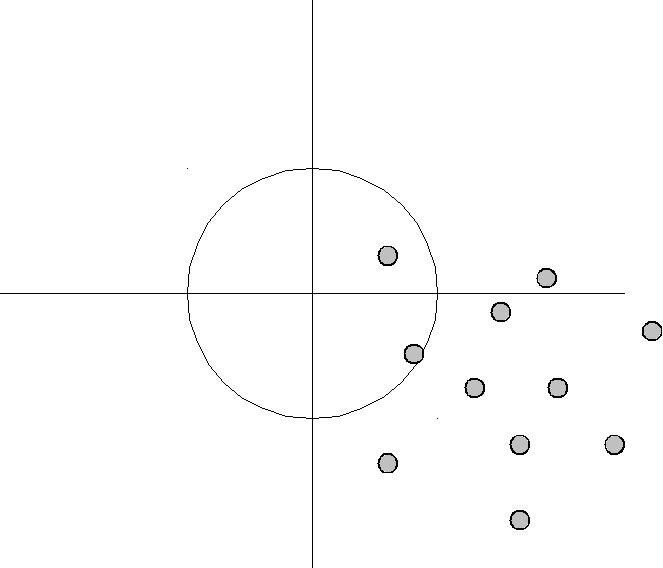
Präzision und Richtigkeit schlecht (schlechte Genauigkeit)
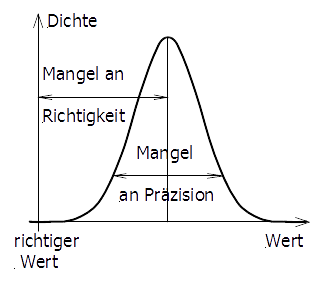
Verteilung der Datendichte; Unterscheidung der Abweichungen vom richtigen Wert